# Okklusionstræning
Okklusionstræning er en form for træning, der involverer at man styrketræner, medens blodtilførslen til de arbejdende muskler er begrænset. Dette opnås ved hjælp af såkaldt afklemning og gør det muligt at opnå muskelvækst ved en lavere belastning end normalt. Afklemningen foregår ved hjælp af specielle okklusionsstropper og er delvis, d.v.s. afklemningen er ikke total. Okklusionstræning er primært et alternativ eller supplement til traditionel styrke- og genoptræning, og kendes internationalt som occlusion training eller Blood Flow Restriction Exercise/Training og forkortes ofte BFRE/BFRT.
I konventionel styrketræning skal man træne med en belastning svarende til mindst 60% af, hvad man kan løfte på én gang (også kaldet one-repetition maximum og forkortet som 1RM), for at blive stærkere. Ved okklusionstræning er det vist, at det er muligt, at træne med meget lavere belastning, endda så lavt som 20% af hvad man kan løfte én gang (20% af 1RM), og opnå en effekt sammenlignelig med konventionel styrketræning.
Okklusionstræning stammer fra 1970'ernes Japan, hvor det kaldes for kaatsu (skrives ofte KAATSU; udtales ka-atsu). På japansk betyder kaatsu (加圧) 'øget tryk'.